# Pethő Tibor-emlékérem
A Pethő Tibor-emlékérem az újságírás  területén végzett kiemelkedő munkáért és teljesítményért adott elismerés, amelyet a Hemingway Alapítványnak a Pethő Sándor-díjat odaítélő kuratóriuma évente egy személynek ítél meg. Az emlékérmet a kuratórium első elnökéről, Pethő Tibor újságíróról nevezték el. A díjjal 250 ezer forint és egy díszes emlékérem jár.

## A kuratórium tagjai
- Pomogáts Béla,
- Glatz Ferenc,
- Görgey Gábor,
- George F. Hemingway,
- Kemény Gábor,
- Kosáry Domokos (elhunyt), a helyén: Göncz Árpád, ...
- Juhász Judit,
- Jeszenszky Géza

## Díjazottak
- Devich Márton (1997)
- Vujity Tvrtko  (1998)
- Csontos János  (1999)
- Bacher Iván (2000)
- Makai József (2001)
- Sályi András (2002)
- Rónay Tamás (2003)
- Uj Péter (2004)
- Sztankay Ádám (2005)
- Ablonczy Balázs (2006)
- Süveges Gergő (2007)
- Élő Anita (2008)
- Mészáros Antónia (2009)